# 王胜 (1909年)
王胜（1909年—1996年），中国人民解放军将领、中国人民解放军开国少将。
曾任装甲兵文化学校校长。1955年，授予中国人民解放军少将。